# باري بالمر
باري بالمر (بالإنجليزية: Barry Palmer)‏ هو مغني بريطاني، ولد في 1958 في إنجلترا في المملكة المتحدة.

## وصلات خارجية
- باري بالمر على موقع ميوزك برينز (الإنجليزية)
- باري بالمر على موقع ديسكوغز (الإنجليزية)